# Frank Troha
Frank Troha ali France Troha, po domače Rihtarjev, slovenski izseljenski pisatelj, * 15. maj 1894, Babno Polje, Slovenija, † 26. avgust 1980, Barberton, Ohio, ZDA.

## Življenjepis
Rodil se je kot prvi otrok očetu Frančišku in materi Mariji v Babnem Polju. Poleg Franka so se jima v zakonu rodili še otroci Anton, Frančiška, Marija, Jožef in Ivanka.
Veliko družino je leta 1905 zaznamoval odhod očeta Frančiška v Ameriko.  Oče Frančišek je v Ameriki ostal vse do konca prve svetovne vojne. Mladi Frank je v Babnem Polju obiskoval enorazrednico ter vseskozi pomagal materi Mariji pri delu na veliki kmetiji. V upanju, da bo nekoč zagospodaril na domačem gruntu, je tudi sam kot 18-letni fant sledil očetu v Ameriko. Silno domotožje je premagoval s sodelovanjem v slovenski skupnosti izseljencev v Barbertonu, Ohio, ZDA in pisanjem za različno slovensko izseljensko časopisje. Troha je do nedavnega spadal med pozabljene slovenske izseljenske pisatelje. Svojo bogato življenjsko pot je zaključil v Barbertonu, kjer je tudi pokopan. 

## Odhod v Ameriko
Težke gospodarske in gmotne razmere v Babnem Polju ter na domačiji so Troho vodili, da je tudi sam zapustil 2. oktobra 1913 rojstno vas Babno Polje. V Trstu se je 4. oktobra 1913 vkrcal na parnik Martha Washington ter po sedemnajstih dneh plovbe priplul na Ellis Island. Najprej se je napotil v mesto Barberton, v državi Ohio. Vse do leta 1920 je Troha v iskanju dela in zaslužka potoval iz države v državo. Tako je delal kot gozdar v državama Alabama in Georgija, kot rudar v Pennsylvaniji ter končno kot tovarniški delavec v kemični tovarni v Ohiu.

## Začetki Trohove publicistične dejavnosti
Troha se je po ustalitvi v Barbertonu, Ohio, kmalu vključil tudi v tamkajšnje kulturno življenje. Že leta 1921 je začel sodelovati s slovenskimi izseljenskimi časopisi in tako postal njihov stalni sodelavec vse do leta 1963, ko je prenehal izhajati Glas naroda, katerega zvesti sodelavec je bil skorajda štiri desetletja.
Največji vzgib njegovega literarnega udejstovanja je bil obisk domovine leta 1928. Po vrnitvi v Barberton so si v slovenskem izseljenskem časopisju sledili spominski zapisi drug za drugim. Največ prispevkov je objavil v Glasu naroda, Slovensko-amerikanskem koledarju ter Novi dobi.

## Pomembnejši zapisi
Trohova pisateljska namera najprepričljiveje in najpogosteje povezuje spominsko spodbudo in epski zapis. Spominu na otroška in mladostna doživetja (srečanja) sledijo oblike fiktivnih pripovedi z izbiro prizorov družinskega življenja ali psiholoških portretov, zgodbe-spomini s tematiko delovnega procesa in izseljenstva, ne nazadnje pa tudi anekdotične pripovedi. 
Med prvimi tako oblikovanimi spominskimi zgodbami je pripoved Osamljena , objavljena v 51. številki Nove dobe leta 1928.

## Vir
- Alenka Veber (ur.): Božični in velikonočni spomini. Babno Polje: Zavod Rihtarjeva domačija, 2013. 203 str.